# مضغ
المضغ (بالإنجليزية: Mastication)‏ هو عملية تفتيت الطعام داخل الفم عن طريق الأسنان، وهو الخطوة الأولى في عملية الهضم. يقوم اللسان بتقليب الطعام داخل فم ثم تقطعه الأنياب ثم تطحنها الضروس ثم يبلع الطعام ويمر في البلعوم
ثم إلى المرئ ثم إلى المعدة وتقوم بهضمه فإذا مضغ جيدًا سيهضم الطعام بسرعة وإذا لم يمضغ جيدًا سيبدأ عسر الهضم وبعدها يمر الطعام بالإثنا عشر ومن ثم إلى الأمعاء الدقيقة ثم إلى الإمعاء الغليظة ومن ثم إلى فتحة الشرج.